# Desa Jambar
Desa Jambar är en administrativ by i Indonesien.   Den ligger i provinsen Jawa Barat, i den västra delen av landet, 190 km öster om huvudstaden Jakarta. Desa Jambar ligger vid sjön Waduk Darma.